# Robert Edward William Myers
Pour les articles homonymes, voir Bob Myers, Robert Myers et Myers.
Robert Edward William "Bob" Myers (14 janvier 1947-28 janvier 2008) est un homme politique provincial canadien de la Saskatchewan. Il représente les circonscriptions de Saskatoon South à titre de député du Parti progressiste-conservateur de la Saskatchewan de 1982 à 1986.

## Biographie
Né à Saskatoon en Saskatchewan, Myers étudie dans cette ville. Avant son entrée en politique, il travaille pour les minières Inco à Thompson et pour AMOK et pour la mine Cluff Lake (en) dans le nord de la Saskatchewan.
Après avoir siégé au conseil municipal de Thompson, il entre à l'Assemblée législative de la Saskatchewan en 1982 et devient secrétaire législatif du ministre des Énergies et des Mines.
Ensuite, il travaille comme inspecteur des mines pour le comte du gouvernement de la Saskatchewan.